# Väderöbod
De Väderöbod is een vuurtoren en eiland in de Väderöarna-archipel bij Hamburgsund in de gemeente Tanum in de Zweedse provincie Västra Götalands län. Het eiland ligt aan de westkust van Zweden in het Kattegat.

## Geschiedenis
In 1867 koos men het meest zuidelijke eiland van de archipel, Guleskär, voor de bouw van een vuurtoren, maar bij nader onderzoek bleken de condities op dit eiland zodanig dat het grotendeels onmogelijk werd geacht om een vuurtoren op het eiland te bouwen. Zelfs met goed weer was het eiland slecht te bereiken. In plaats van Guleskär koos men voor het eiland Väderöbod dat zo'n 700 meter noordelijker ligt. De vuurtoren werd 19 meter hoog met een roosterstructuur ontworpen door Gustaf von Heidenstam en werd in de nacht van 23 september 1867 voor het eerst ontstoken. Het licht brandde op koolzaadolie. Het werd in 1887 vernieuwd met een petroleumlamp en in 1907 werd er een krachtig gloeikousje geïnstalleerd.
In 1964-1965 werd de oude vuurtoren gedeactiveerd toen de 19-meter hoge betonnen vuurtoren de oude vuurtoren verving. De nieuwe toren werd oranje geschilderd en is sindsdien geautomatiseerd en geëlektrificeerd met een stroomkabel vanaf het vasteland naar het eiland. In 1965-1966 vertrok de laatste vuurtorenwachter van het eiland. In 1970 werd de oude vuurtoren opgeblazen en gesloopt, terwijl de oude lantaarn en lens behouden zijn in het gemeenschapshuis in Fjällbacka.
Tot 2000 werd de vuurtoren gevoed door een 50KV elektriciteitskabel en had als back-up acetyleen- en buitengevelverlichting. Ook was er een radarbaken geïnstalleerd. In 2000 werd de stroomvoorziening overgeschakeld op zonnecellen en de lamp gewijzigd naar 20 W waardoor de reikwijdte ervan halveerde.
Op 15 september 2010 verkocht de Zweedse Zeedienst de vuurtoren voor één Zweedse kroon aan een non-profitorganisatie die op vrijwillige basis de vuurtoren onderhoudt en bedient.
Samen met de sluiting van de vuurtoren werd er een 6 W ledlamp geïnstalleerd, werden de rode en groene sectorlichten vervangen door wit licht en werd de reikwijdte beperkt tot zes zeemijl. Tevens werd het radarbaken verwijderd.

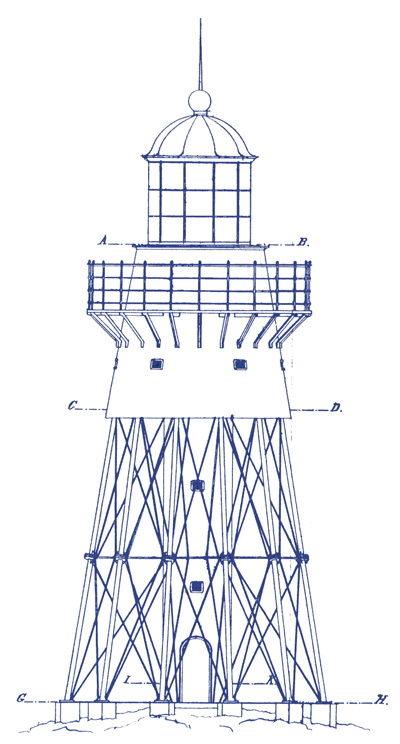
Schetsen van de oorspronkelijke vuurtoren uit 1867
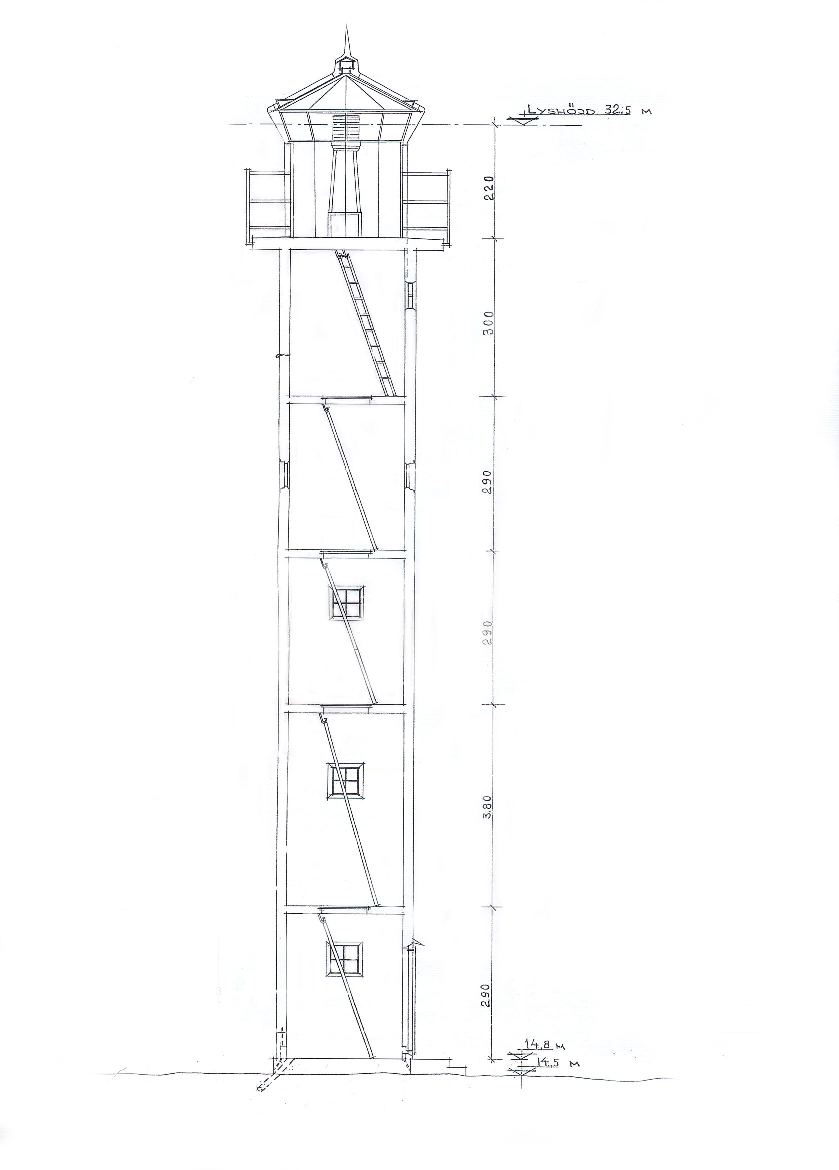
Schetsen van de huidige vuurtoren